# Mormaison
Mormaison era una comuna francesa situada en el departamento de Vandea, de la región de Países del Loira, que el 1 de enero de 2016 pasó a ser una comuna delegada de la comuna nueva de Montréverd al fusionarse con las comunas de Saint-André-Treize-Voies y Saint-Sulpice-le-Verdon.

## Demografía
| Gráfica de evolución demográfica de Mormaison entre 1800 y 2014 |
|                                                                 |

Los datos demográficos contemplados en este gráfico de la comuna de Mormaison se han cogido de 1800 a 1999 de la página francesa EHESS/Cassini, y los demás datos de la página del INSEE.